# Apodecta
Apodecta is een geslacht van vlinders van de familie slakrupsvlinders (Limacodidae).

## Soorten
- A. insularis West, 1937
- A. monodisca Turner, 1902